# فرودگاه اگدن پوینت
فرودگاه اگدن پوینت (به انگلیسی: Ogden Point) یک فرودگاه خصوصی است . این فرودگاه در شهر ویکتوریا، بریتیش کلمبیا کشور کانادا قرار دارد و در ارتفاع ۵ متری از سطح دریا واقع شده‌است.